# Stepan Jakowlewitsch Kajukow

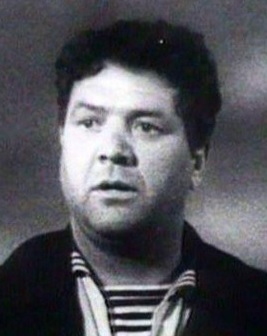
Stepan Kajukow in Der Mann mit dem Gewehr (1938)

Stepan Jakowlewitsch Kajukow (russisch Степан Яковлевич Каюков; * 21. Julijul. / 2. August 1898greg. in Saratow, Russisches Kaiserreich; † 22. Januar 1960 in Moskau) war ein russischer bzw. sowjetischer Theater- und Film-Schauspieler.

## Leben und Leistungen
Kajukow wurde als Sohn von Jakow Gawrilowitsch Kajukow (1863–1919), der in einem Mineralölunternehmen arbeitete, und der Hausfrau Anna Sacharowna Kajukowa (1870–1930) geboren. 1910 schloss er die vierklassige Schule seiner Geburtsstadt ab, nahm danach für zwei Jahre verschiedene Stellen an und arbeitete ab 1912 für vier Jahre in einer Druckerei.
Ab 1914 trat Kajukow zunächst in seiner Geburtsstadt als Statist und ab 1916 auch in größeren Rollen am Theater auf, u. a. in Gogols Der Revisor und Leonid Andrejews Дни нашей жизни (Dni naschei schisni). Zwischen 1915 und 1917 nahm er erstmals Schauspielunterricht.
Die Einberufung in die Zaristische Armee im Juni 1917 unterbrach Kajukows frühe Laufbahn kurzzeitig. Nach der Oktoberrevolution konnte er sich jedoch wieder der Bühne widmen, sammelte Erfahrung an mehreren Provinztheatern und absolvierte parallel dazu eine Schauspielausbildung bei Illarion Nikolajewitsch Pewzow in Moskau. Bis 1946 trat Kajukow für verschiedene Häuser in Saratow, Tschernihiw, Archangelsk, Kiew, Taschkent, Tschernihiw, Moskau und Leningrad auf. Zu seinen Wirkungsstätten gehörten u. a. das Moskauer Miniaturtheater „Palas“ (1924–1925), das Leningrader Satire-Theater (1928–1931), die Leningrader Music Hall (1931–1933) und das Moskauer Dramatheater (1943–1946). Anschließend wechselte Kajukow 1946 zum Maly-Theater, wo er am 21. Juni besagten Jahres als Hauptdarsteller in Gorkis Kleinbürger seinen Einstand gab. Dem folgten viele bekannte Stücke wie Shakespeares Was ihr wollt, Shaws Pygmalion, Gogols Der Revisor, Gorkis Barbaren und Alexei Tolstois Iwan der Schreckliche. Seinen Abschied gab Kajukow am 24. Januar 1952 mit der Rolle des Artemew in Lew Tolstois Der lebende Leichnam. Anschließend trat er bis 1957 am Mossowjet-Theater auf, u. a. in Кто смеётся последним von Kondrat Krapiwa und in einer Adaption von Gorkis Drei Menschen.
Mit Златые горы (Slatye gory) begann 1931 Kajukows Filmlaufbahn. Bis zu seinem Tod war er an über 50 Werken beteiligt, darunter auch viermal als Synchronsprecher. Der dunkelhaarige Mime bediente zahlreiche Genre. Nach seiner ersten großen Rolle in Maxims Jugend (1935), einem biografischen Werk über Maxim Gorki, spielte er in den späten 30er und 40er Jahren in vielen Filmen mit gesellschaftspolitischem und historischen Inhalt, jedoch auch in der Komödie Junges Leben (Traktoristen) (1939). Kajukow war des Öfteren als Militär- oder Marineangehöriger zu sehen. In Маска (Maska, 1938), einem auf Anton Tschechows Die Maske basierenden Kurzfilm, gab er den Fabrikanten Jegor Nilytsch Pjatigorow. Einem jüngeren Publikum war er auch durch sein Mitwirken in vier Märchenfilmen sowie in Принц и нищий (Prinz i nischtschi, 1942), einer Adaption von Mark Twains Der Prinz und der Bettelknabe, präsent.
Kajukow galt zunächst als zuverlässiger Darsteller mit großer Hingabe an Regisseure und das Publikum, sein Alkoholkonsum führte aber zunehmend zu Disziplinarverfahren gegen ihn. Er musste infolge des Trinkens auch mehrfach medizinisch behandelt werden.
Kajukow war mit der Künstlerin Tatjana Dmitrijewna Bragischewa (1909–1985) verheiratet, die nach der Eheschließung seinen Familiennamen annahm. Beide sind auf dem Wwedenskoje-Friedhof beigesetzt.

## Ehrungen
Kajukow war Träger folgender Titel und Auszeichnungen:
- Ehrenzeichen der Sowjetunion (1939 für Maxims Jugend)
- Titel Verdienten Künstler der RSFSR (1944)
- Medaille „Für heldenmütige Arbeit im Großen Vaterländischen Krieg 1941–1945“ (1947)
- Jubiläumsmedaille 800 Jahre Moskau (1948)
- Orden des Roten Banners der Arbeit (1949)
- Titel Volkskünstler der RSFSR (1949)

## Filmografie (Auswahl)
- 1935: Maxims Jugend (Junost Maxima)
- 1937: Der Abgeordnete des Baltikums (Deputat Baltiki)
- 1938: Der Mann mit dem Gewehr (Tschelowek s ruschjem)
- 1939: Auf der Wyborgseite (Wyborgskaja storona)
- 1939: Junges Leben (Traktoristen) (Traktoristy)
- 1939: Das große Leben (Bolschaja schisn)
- 1940: Der erste Präsident (Jakow Swerdlow)
- 1942: Das Zauberkorn (Wolschebnoje serno)
- 1943: Nasreddin in Buchara (Nasreddin w Buchare)
- 1945: Sei gegrüßt, Moskau (Sdrawstwui, Moskwa)
- 1946: Admiral Nachimow
- 1951: Ritter des goldenen Sterns (Kawaler solotoi swesdy)
- 1953: Sadkos Abenteuer (Sadko)
- 1953: Der Junge vom Sklavenschiff (Maximka)
- 1957: Fahrt über drei Meere (Choschdenije sa tri morja)
- 1957: Der Ringer und der Clown (Borez i kloun)
- 1958: Die Abenteuer des gestiefelten Katers (Nowyje pochoschdenija Kota w sapogach)
- 1958: Mit falschen Papieren (An der Theiss) (Nad Tissoi)
- 1960: Menschen auf der Brücke (Ljudi na mostu)